# Jaiden Animations
Jaiden Animations (27 de septiembre de 1997) es el seudónimo una Youtuber y animadora estadounidense conocida por crear videos de cuentos y animaciones en YouTube. Sus videos exploran una variedad de temas, que van desde sus experiencias hasta historias personales. También crea videos centrados en los videojuegos.
El canal de Jaiden tiene más de 13 millones de suscriptores y ha recibido más de 2600 millones de visitas hasta octubre de 2024. En la 10.ª edición de los premios Streamy en 2020, recibió un premio Streamy en la categoría de animación. Anteriormente fue nominada para el premio en 2018.

## Carrera
Jaiden comenzó su canal de YouTube en 2014, cuando era una adolescente. Antes de trabajar en su propio canal, había colaborado con otros youtubers en sus canales, incluyendo iHasCupquake. En 2016 y 2017, el canal de Jaiden había comenzado a ser tendencia en la web llegando a ser más prominente para mayores audiencias.

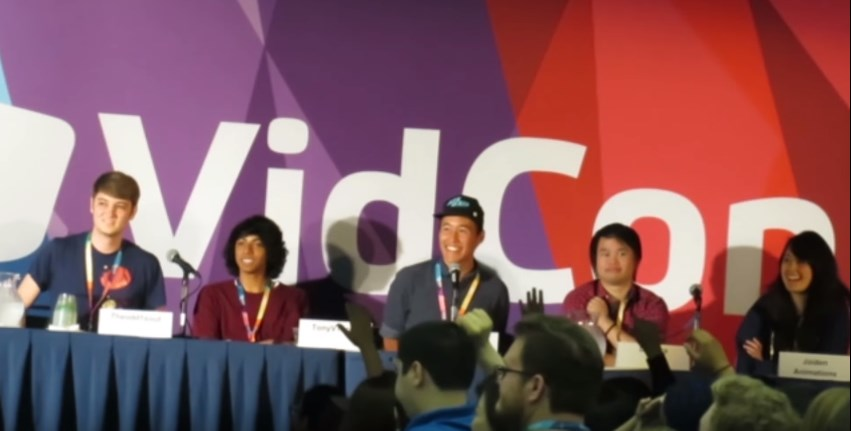
Jaiden (derecha) en VidCon con TheOdd1sOut (izquierda), Domics (2.º por la derecha) y otros animadores de YouTube

En diciembre de 2017, Jaiden apareció en YouTube Rewind: The Shape of 2017, la primera entrega de YouTube Rewind que incluía a animadores de YouTube. En septiembre de 2018, recibió una nominación en la categoría de animación de la 8.ª edición de los premios Streamy. En YouTube Rewind 2018: Everyone Controls Rewind, realizó una animación con la silla de PewDiePie.
En marzo de 2019, Jaiden participó en un torneo de armas de airsoft organizado por el youtuber MrBeast y patrocinado por el desarrollador de juegos Electronic Arts. El evento, organizado para promocionar el lanzamiento de Apex Legends, contó con 36 jugadores, todos ellos influencers de YouTube.
En abril de 2019, Jaiden publicó un video en el que animaba a la gente a donar a Bird Gardens of Naples, un santuario de aves sin ánimo de lucro en Florida, a través de una campaña de GoFundMe. En nueve semanas, la campaña había recaudado más de 22 000 dólares Jaiden también fue una de las muchas figuras de los medios sociales que donaron a la recaudación de fondos de Team Trees en 2019. Para el Día Mundial de la Salud en abril de 2020, Jaiden participó en #HopeFromHome, un livestream benéfico iniciado por su compañero youtuber Jacksepticeye que recaudó más de 260 000 dólares para el alivio de la COVID-19. En la 10.ª edición de los premios Streamy, en diciembre de 2020, Jaiden ganó un premio Streamy en la categoría "Animación".
En enero de 2021, Jaiden apareció en YIAY Time: The Game Show, un programa de comedia de YouTube Originals presentado por Jack Douglass. El 1 de junio, su canal de YouTube alcanzó los 10 millones de suscriptores.
En octubre de 2021, Jaiden participó en un torneo benéfico del videojuego Nickelodeon All-Star Brawl organizado por el youtuber Alpharad y Coney de la organización de esports Panda Global, jugando como el personaje CatDog. En su campaña, recaudó más de 73 000 dólares después de subir un video, ahora borrado, en el que pedía donaciones para ayudar a elegir a CatDog como el personaje que deseaba interpretar en el torneo Recibió una nominación en la categoría de animación para la 11.ª edición de los premios Streamy en diciembre de 2021.

## Contenido de YouTube
Jaiden sube principalmente videos animados en YouTube que cuentan historias sobre su vida personal. Los videos suelen tratar temas como las relaciones tóxicas, la positividad corporal, la ansiedad y la depresión. También crea videos centrados en sus viajes y en videojuegos como Pokémon. Junto con su compañero youtuber TheOdd1sOut, Jaiden forma parte del "Animation Squad", un grupo de animadores que suelen crear videos juntos. Su canal está gestionado por la red multicanal Channel Frederator.
También aparece con frecuencia en el programa de juegos de improvisación Scribble Showdown con TheOdd1sOut, Domics, RubberRoss, Egoraptor y Emirichu.

## Vida personal
En 2016, Jaiden declaró en un video que reside en Arizona. En otro video, publicado en 2018, declaró que se había mudado a California. En diciembre de 2022, compró una casa de $4.8 millones en Sherman Oaks, Los Ángeles, California, con su compañero YouTuber Alpharad.
En 2017, habló sobre su experiencia con la anorexia y la bulimia en un video titulado "Why I Don't Have a "Face Reveal", así como en una canción titulada "Empty" en 2018.
El 20 de marzo de 2022, en su video titulado "Being Not Straight", salió del armario como arromántica y asexual también conocida como aroace en la comunidad LGBT.En 2024, en su video titulado "I found out I have ADHD" anunció públicamente que le diagnosticaron TDAH y autismo.